# Estadi Olímpic de Tianjin
L'Estadi Olímpic de Tianjin (Xinès simplificat: 天津奥林匹克中心体育场) és un estadi de futbol a Tianjin (la Xina). Va ser una de les seus del torneig de futbol dels Jocs Olímpics de 2008.
Té una capacitat de 60.000 espectadors. Va ser inaugurat el 2006 sota disseny de l'estudi d'arquitectes japonès AXS SAWTO Inc.
Està ubicat al sud de la ciutat xinesa, al districte de Nankai.
El setembre de 2007 va allotjar alguns partits de la Copa Mundial Femenina de Futbol de 2007.